# Héros du travail socialiste
Pour un article plus général, voir Titres honorifiques, ordres, décorations et médailles de l'Union soviétique.
 (février 2025).
Le titre de héros du travail socialiste (en russe : Герой Социалистического Труда, Gueroï Sotsialistitcheskogo Trouda) était une distinction décernée en Union soviétique. Plus haute distinction récompensant des travaux exceptionnels pour l'économie nationale ou la culture, il conférait un statut identique au titre de héros de l'Union soviétique, attribué pour des actions héroïques. Cependant, si le titre de héros de l'Union soviétique pouvait être décerné à des personnes du monde entier, le titre de héros du travail socialiste était réservé aux citoyens soviétiques.

## Historique
Le titre fut institué par décret du Præsidium du Soviet suprême le 27 décembre 1938, son premier récipiendaire fut Joseph Staline, le 20 décembre 1939. L'un des plus célèbres porteurs de cette médaille était le mineur Alekseï Stakhanov.
Jusqu'au 1er septembre 1971, 16 245 personnes avaient reçu le titre de héros du travail socialiste (dont 4 497 femmes). 105 personnes (dont 25 femmes) s'étaient vu attribuer ce titre deux fois ou plus.

## Description
Seul le Præsidium du Soviet suprême de l'Union soviétique avait le pouvoir de priver une personne de ce titre.
Des distinctions similaires ont été décernées dans d'autres pays communistes, tel le titre de héros du travail (en allemand : Held der Arbeit) en Allemagne de l'Est, ou l'ordre du Travail (en roumain : Ordinul Muncii) en république socialiste de Roumanie.